# Elle nage
 (mai 2016).
Si vous disposez d'ouvrages ou d'articles de référence ou si vous connaissez des sites web de qualité traitant du thème abordé ici, merci de compléter l'article en donnant les références utiles à sa vérifiabilité et en les liant à la section « Notes et références ».
Elle nage (titre original : Swim) est un roman de la romancière canadienne d'ascendance grecque Marianne Apostolides publié en 2009 et traduit en français en 2016. 

## Argument
À 39 ans, Kat a un amant et est au bord de la rupture conjugale. Tout en faisant 39 longueurs de piscine, elle fait le point sur sa vie, essaie de comprendre ce qui s'est passé, et se donne pour but de prendre une décision avant la fin de son exercice. Pendant ce temps, sa fille adolescente connaît les premiers émois de l'amour en rencontrant un autre nageur légèrement plus vieux qu'elle au bord de la piscine. 

## Style
Le roman est écrit dans un style saccadé imitant l'expérience immédiate de la nageuse : paragraphes courts composés de phrases généralement courtes elles-mêmes coupées par diverses ponctuations (virgules, tirets, parenthèses), outre l'emploi récurrent de la barre oblique pour fournir pour certains mots une variante, parfois synonyme, parfois autre. Le lecteur suit chacune des pensées de la protagoniste en temps réel : concentration sur ses mouvements de nage, conscience d'un autre nageur partageant la piscine avec elle, souvenirs, réflexions sur sa vie, observation de sa fille hors de l'eau, le tout dans un amalgame reproduisant la pensée spontanée, non structurée de la nageuse. Régulièrement surgit dans le texte un nombre indiquant à brûle-pourpoint une nouvelle longueur.

## Extrait
« Elle sortit sa fille du lit. Elle voulait un verre d'eau, se souvient-elle. C'était un besoin pressant – cette soif d'eau, un but si simple –, une urgence qui l'avait amenée à descendre les marches, étreignant son bébé, craignant de tomber; elle l'entendait gémir – en écho. Elle se rappelle la grotte de sa bouche ouverte, sa langue frémissante – son cri dans la pénombre; mais elle allait de l'avant.
Elle avançait, se dit-elle.
J'ai besoin d'un verre d'eau, se disait-elle, comme si l'eau pouvait guérir.
Elle avala – d'un trait – et l'eau s'écoulait de sa bouche, dégoutant sur la tête de son bébé, qui se tortillait et hurlait, la bouche comme un trou – sans dents : juste une langue et une cavité.
Ça pleure toujours comme ça.
J'ai des serpents dans le corps, songea-t-elle |31|. Elle posa les yeux sur ses seins – horribles – pleins de conduits déformés comme des serpents qui auraient avalé une proie, tout rond. Ils étaient, en elle, engloutis et revanchards : ses seins endurcis, ces serpents boursouflés.
Mon doux... grogna-t-elle.
Elle criait, sous l'emprise de la faim; son père avait compté les gouttes; elle avait mis sa fille au sein.
Mon doux...
Cela vint sans arriver.
Elle était – à présent – liquide.
Je dois me décider.
Elle ferme les yeux sous l'eau. Elle ressent la panique – désorientation – soudain dépourvue de tout indice/point de repère, ne voyant plus qu'une masse noire. » (Longueurs 30-31, pp. 110-111)

## Éditions
- (en) Marianne Apostolides, Swim, Toronto, 2009
- (fr) Marianne Apostolides (trad. de l'anglais par Madeleine Stratford), Elle nage [« Swim »], éd. La Peuplade, 2016, 119 p. (ISBN 978-2-924519-19-6)

## Critiques
- Valérie Lessard, « Elle nage: en eaux ondoyantes », Le Droit, 17 avril 2016.
- Dominique Tardif, « Le dur désir de durer », Le Devoir, 7 mai 2016.
- Elizabeth Lord, « Elle nage de Marianne Apostolides: un rythme parfait », Les Méconnus, 31 mai 2016.
- Martine Latendresse Charron, « 39 longueurs dans une piscine en Grèce », Le fil rouge, 25 juin 2016.
- « 20 livres à dévorer cet été ». Elle Québec, 20 juin 2016.
- Billy Robinson, Chronique littéraire de Ça commence ici, 15 juillet 2016.